# الرضي الرومي
إبراهيم بن سليمان، رضي الدين، أبو إسحاق الرومي، ثم الحموي، ويعرف بالآب كرمي (646 - 732 هـ / 1221 - 1332 م) يُنسب الرضي الرومي إلى آب كرم من قرى قونية في تركيا وأصله من حماة. حج وأقام بمدينة مكة، لينتقل بعدها للسكن بمدينة دمشق. إذ درس بها وقد كان عالمًا بالتفسير والحديث والمنطق، ومكث بها إلى أن مات. أثنى عليه جملة من العلماء الأعلام.

## مصنفاته
له العديد من التصانيف منها:
1. شرح الجامع الكبير

## وفاته
توفي بدمشق عام (732.هـ/1332.م).